# Voltaire
Voltaire, pol. Wolter, właśc. François-Marie Arouet (ur. 21 listopada 1694 w Paryżu, zm. 30 maja 1778 tamże) – francuski pisarz epoki oświecenia, filozof, historyk i publicysta. Tworzył satyry, powieści, dramaty oraz „Listy”.
Prowadził ożywioną korespondencję (zachowały się 23 tysiące jego listów). Bulwersował opinię publiczną krytycyzmem i śmiałością przekonań. Wiele podróżował.
Był osobowością złożoną, wyrażał nieraz sprzeczne poglądy, jego postępowanie nierzadko było kontrowersyjne, dlatego wielu wyznawców różnych ideologii (posługując się wyrwanymi z kontekstu cytatami z Voltaire’a) uznało go za swojego patrona (np. ateiści, deiści, rewolucjoniści). Voltaire’owi w rzeczywistości nie można przypisać w pełni żadnej ideologii. Był przede wszystkim zwolennikiem liberalizmu, traktującym z rezerwą każdą religię i ideologię.
Wiele jego utworów zostało umieszczonych w index librorum prohibitorum.

## Życiorys

### Lata nauki
Urodził się w rodzinie mieszczańskiej jako ostatnie dziecko bogatego notariusza François Arouet i Marie Marguerite Daumart. W latach 1704-1711 uczył się w kolegium jezuickim w Paryżu (obecnie liceum Louis-le-Grand), gdzie należał do najbardziej wyróżniających się uczniów (celował zwłaszcza w filozofii i retoryce). Zetknął się również z libertynami, których wolnomyślicielski i sceptyczny punkt widzenia ukształtował jego własny światopogląd.
We wrześniu 1713 roku ambasador francuski Pierre-Antoine de Castagnéry, markiz de Châteauneuf (1647–1728) wyruszył z Paryża by objąć swą placówkę dyplomatyczną w Hadze. Towarzyszył mu Voltaire jako sekretarz ambasady.

### Więzienie
Lata 1717–1718 spędził uwięziony bez wyroku w Bastylii na podstawie podejrzenia o autorstwo pamfletów przeciwko regentowi Filipowi II Orleańskiemu. W więzieniu napisał swoją pierwszą sztukę teatralną Edyp (pod pseudonimem Voltaire); sztuka odniosła ogromny sukces w kilka miesięcy po jego wyjściu na wolność.
W 1726 na skutek zwady z Guy de Rohan-Chabot (tzw. Chevalierem de Rohan), Voltaire został ponownie zamknięty bez wyroku w Bastylii.

### Wyjazd do Anglii

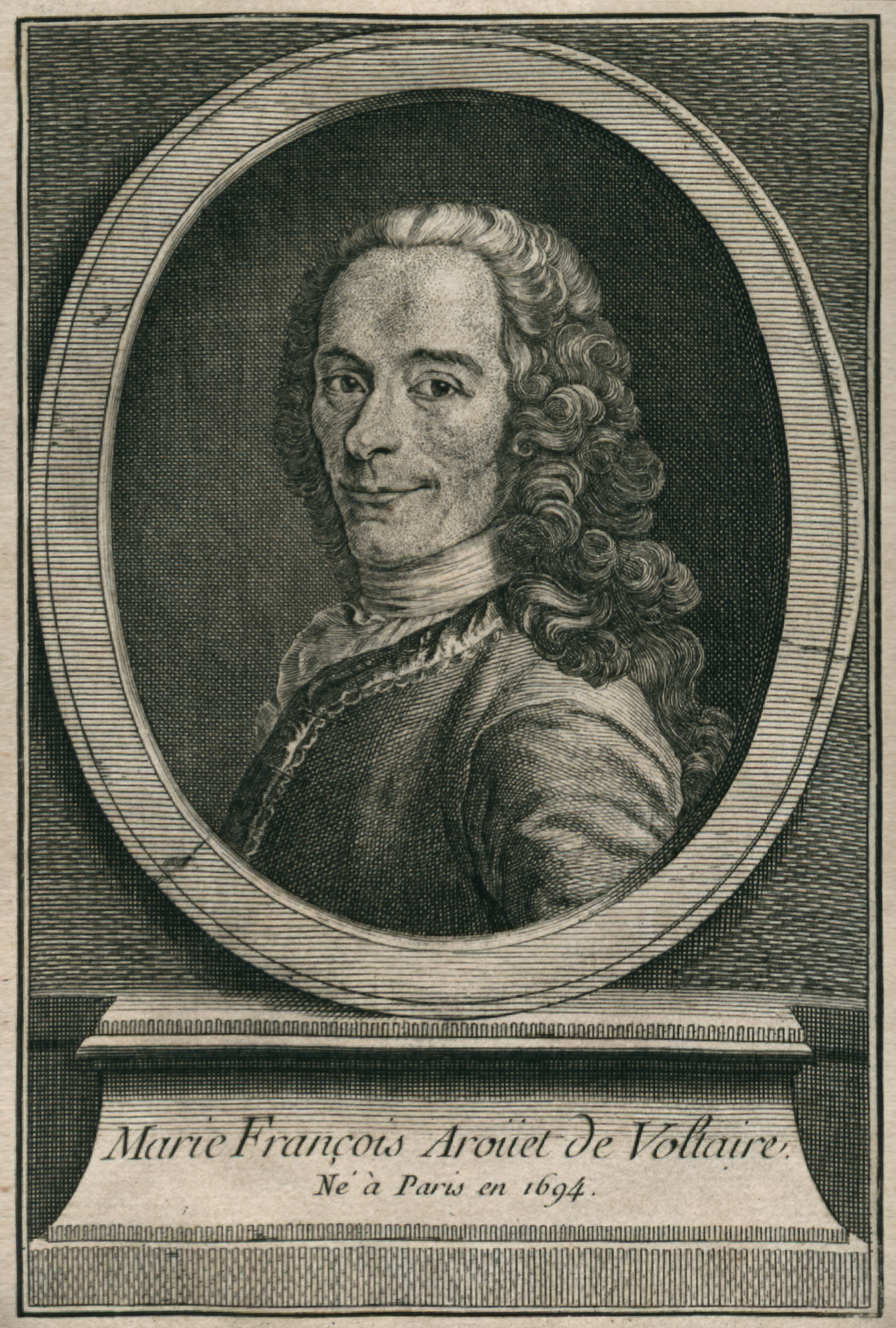
Elémens de la philosophie de Neuton, 1738

Po uwolnieniu postanowił wyjechać do Anglii, gdzie przebywał do roku 1729. Gościny udzielił mu w swym domu sir Everard Fawkener (1684-1758) brytyjski dyplomata i kupiec. Odkrył w Anglii zupełnie inne państwo niż represyjną, rządzoną przez absolutystycznego króla Francję. Zachwycił się naukowymi, filozoficznymi i politycznymi osiągnięciami Anglików; studiował teorie Isaaca Newtona i filozofię Johna Locke’a.
Wielki wpływ na Voltaire’a jako historiografa wywarł polityk torysowski i historiograf Henry St John, 1. wicehrabia Bolingbroke. Podczas pobytu w Anglii w 1727 roku opublikował książkę An Essay upon the Civil Wars of France, and also upon the Epick Poetry of the European Nations.
W swoich Listach filozoficznych, wydanych wpierw po angielsku (English Letters), a następnie po francusku (Lettres philosophiques) Voltaire starał się przekazać Francuzom osiągnięcia Anglików.

### Powrót do Francji
W 1729 powrócił do Francji. W 1733 opublikował Letters Concerning the English Nation a w 1734 Listy filozoficzne. Po powrocie do Francji do związał się z jedną z najwybitniejszych kobiet tamtej epoki: markizą Émilie du Châtelet, uzdolnioną matematyczką i fizyczką, która gościła go w swoim zamku w Cirey-sur-Blaise. Związek ten trwał 12 lat. Następnie próbował zrobić karierę na dworze w Wersalu (w 1746 został przyjęty do Akademii Francuskiej), ale jego trudny i niezależny charakter sprawił, że popadł w niełaskę.

### Na emigracji w królestwie Prus

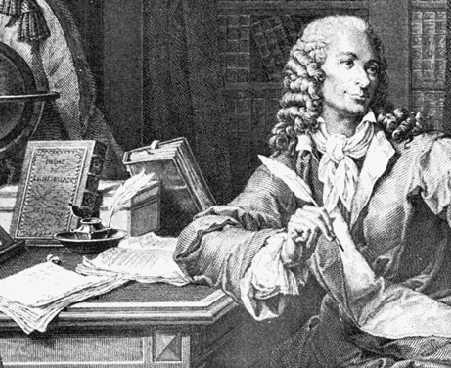
Voltaire na dworze króla Prus

W latach 1750–1753 przebywał na dworze króla Prus Fryderyka II Wielkiego w Berlinie i Poczdamie, otrzymał nawet od władcy w 1750 order Pour le Mérite, jednak zażyłość niezależnego filozofa i kapryśnego króla skończyła się kłótnią. Voltaire jeszcze na granicznym przejściu miał kłopoty urzędnicze, była to zemsta króla.

### Genewa
W 1755 osiadł w majątku Délices, na terytorium Republiki Genewy. Tu także popadł w konflikt, tym razem z kalwińskimi pastorami. Krytykowali oni „zbyt swobodnego” ducha przedstawień teatralnych, jakie organizował filozof.

### Ostatnie lata życia
W 1758 przeniósł się do posiadłości w Ferney niedaleko Genewy (był to rodzaj „ziemi niczyjej” na granicy francusko-genewskiej). Tu dał się poznać jako utalentowany zarządca i człowiek interesu: rozbudował posiadłość, wprowadził nowe uprawy, założył manufaktury zegarków i pończoch jedwabnych. Pomagała mu w tym jego siostrzenica, pani Denis. Voltaire podsumował swoje dokonania w Ferney słowami: Siedlisko 40 dzikusów stało się zamożnym miasteczkiem, zamieszkanym przez 1200 pożytecznych osób.
Do Ferney przybywały tłumy wielbicieli Voltaire’a: m.in. artyści, uczeni, arystokraci i dyplomaci (zyskał sobie miano „oberżysty Europy”).
W 1762 r. dzięki zaangażowaniu Voltaire’a ukazał się drukiem „Testament” Jana Mesliera, księdza ateisty.
W 1778 przyjechał triumfalnie do Paryża, gdzie tłumy wielbicieli witały go z takim entuzjazmem, że niektórzy historycy uznali to później za prawdziwy początek rewolucji francuskiej.
Dwa miesiące przed śmiercią Voltaire wstąpił do loży masońskiej Dziewięciu Sióstr w Paryżu. Podsumował swoje życie słowami: Umieram wielbiąc Boga, kochając przyjaciół, nie nienawidząc wrogów, nie cierpiąc przesądów.

### Pogrzeb
Rząd rewolucyjny z uroczystym ceremoniałem przeniósł 11 lipca 1791 jego zwłoki do Panteonu, gdzie do dziś spoczywa obok Jean-Jacques’a Rousseau. Pochowano go z wyjątkową pompą. Przebieg uroczystości i stroje uczestników zaprojektował Jacques-Louis David. Głównym elementem ceremonii był pochód w historycznych i współczesnych kostiumach, które miały ilustrować dzieje rewolucji. Niesiono m.in. model Bastylii, a na wozie triumfalnym jechał aktor przebrany za Voltaire’a. Skronie owego „Voltaire’a” wieńczyła alegoria Sławy. W najbardziej podniosłym momencie zaśpiewano Chór patriotyczny do słów Voltaire’a. Muzykę skomponował do niego François-Joseph Gossec, a wykonywał go chór męski z towarzyszeniem orkiestry wojskowej. Taka obsada pojawiła się po raz pierwszy w historii.

## Poglądy i antyetyka Voltaire’a

### Bóg i religia

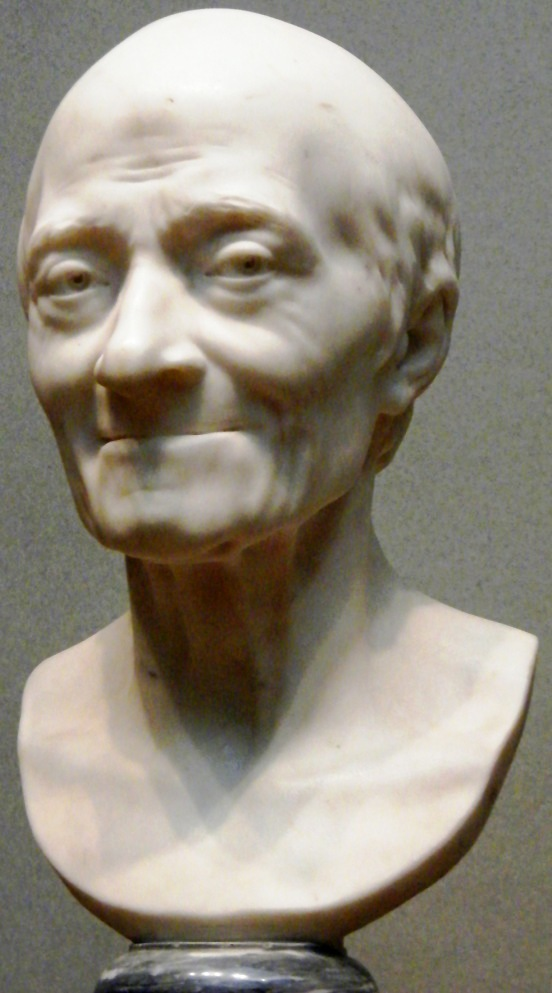
Voltaire wyrzeźbiony przez Jeana-Antoine’a Houdona w 1778 roku. W zbiorach National Gallery of Art

Dzieła Voltaire’a cechuje krytycyzm, odrzucenie autorytetów oraz tolerancja dla różnorodnych postaw, racjonalizm, odrzucenie instytucji Kościoła. W dogmatyzmie religijnym dostrzegł przyczyny nietolerancji, braku wolności, prześladowań i niesprawiedliwości.
Voltaire uważał, że należy pozbyć się przesądów religii objawionej i przyjąć religię rozumową (naturalną, deizm), której wymaga moralność (Gdyby Boga nie było, należałoby Go wymyślić), odrzucał więc koncepcję „bożej opatrzności”, kwestię „dobrego Boga”, który pozwala na istnienie zła (zob. teodycea, problem zła), pozostawiał bez odpowiedzi.
Twierdził, że można dowieść, że Pięcioksiąg Mojżesza był fałszerstwem z czasów, gdy w basenie Morza Śródziemnego panowała kultura helleńska co widać, jego zdaniem, już po samych tytułach ksiąg: Genesis, Exodus, Leviticus, Numeri, Deuteronomium. W rzeczywistości jednak Pięcioksiąg nie miał nawet tytułów poszczególnych ksiąg. Fałszerstwem z czasów kultury helleńskiej miały być jego zdaniem również I księga Samuela i II księga Samuela, czego dowodem miało być użycie we francuskim przekładzie (z którego korzystał Voltaire) słowa Pytia (w oryginale to słowo nie występuje) na określenie wróżki, która na żądanie Saula wywołała zmarłego Samuela w Endor.
Natomiast do panującej we Francji religii katolickiej, tak jak do wszystkich innych religii (w tym protestantyzmu, judaizmu i islamu) odnosił się wręcz wrogo. Jego najsłynniejsze zdanie: Ecrasez l’infâme! (Zdeptajcie bezecne!), które stało się mottem wrogów Kościoła, potępiało wszelki fanatyzm religijny.
Voltaire jednak zawsze potępiał ateizm i deklarował wiarę w Boga (jako „pra-przyczyny” wszystkiego); był fundatorem kościoła katolickiego w Ferney. Postulował rozdział państwa i Kościoła oraz tolerancję dla wszystkich religii.

### Tolerancja
Voltaire’owi przypisuje się słynne słowa: Nie zgadzam się z tym co mówisz, ale oddam życie, abyś miał prawo to powiedzieć. Nie były to jednak jego słowa, a słowa angielskiej pisarki Evelyn Beatrice Hall, która tym zdaniem podsumowała poglądy Voltaire’a na temat wolności słowa.
W przedmowie do Traktatu o tolerancji (1767) napisanej przez wydawców kehlskich: Tolerancyjny powinien być każdy władca, który wyznaje jakąś religię, który zna prawa sumienia. [...] jest rzeczą niesprawiedliwą i barbarzyńską stawiać człowieka między groźbą skazania na męczarnie a postępkami, które uważa za zbrodnicze. Jest uznawany za obrońcę wolności słowa i tolerancji dla różnych światopoglądów.
W roku 1762 zaangażował się w obronę Jeana Calasa, protestanta skazanego w Tuluzie na śmierć w męczarniach za domniemane zamordowanie własnego syna, który przeszedł na katolicyzm, pomimo tego, że dowody wskazywały na samobójstwo.  Oburzony wyrokiem pisarz, uznał sprawę Calasa za przykład fanatyzmu religijnego i podjął działania na rzecz unieważnienia wyroku i wsparcia rodziny zmarłego. Zebrał grono wpływowych osobistości, które zaczęły nagłaśniać "aferę Calasa". Poprzez swojego przyjaciela Charlesa-Augustina d'Argentala poinformował o sprawie księcia Étienne-François de Choiseul, a wkrótce w sprawę zaangażowały się takie postacie jak Jean le Rond d’Alembert, Aimar Nicholaï czy Madame Pompadour. Wdowa Calas przyjechała do Paryża, gdzie spotkała się z życzliwym przyjęciem w towarzystwie. Nagłaśnianie sprawy wspomagała szeroka działalność publicystyczna. Do Voltaira (który opublikował na ten temat Traktat o tolerancji, Sur la tolérance, 1763) dołączyli inni twórcy. W wyniku tych starań 4 czerwca 1764 roku Rada Królewska uchyliła wyrok parlamentu w Tuluzie. 9 marca 1765 roku Calas został oficjalnie uznany za niewinnego. W późniejszym okresie zaangażował się w podobne sprawy sądowe (Françoisa-Jeana de la Barre'a oraz Pierre-Paula Sirvena). 
Czasem jednak zwalczał poglądy innych; na niektórych swych przeciwników nasyłał policję, a jego spór z Pierre’em Louisem Maupertuisem mógł przyczynić się do samobójstwa tego uczonego.

### Filozofia
- Voltaire reprezentował humanizm i racjonalizm XVIII wieku.
- Inspirował się poglądami Johna Locke’a, rzecznika liberalizmu (umowa społeczna nie likwiduje praw naturalnych jednostki).
- Poznanie kształtuje się przez doświadczenie; wszystko poza tym jest hipotezą.
- Człowiek jako istota rozumna musi sam dążyć do kształtowania własnego losu i rozwoju dzięki wiedzy, technice, sztuce i dobremu ustrojowi społecznemu.
- Sprawiedliwość jest wartością uniwersalną, ponadkulturową.
- Tzw. „cnota” (franc. vertu), czyli skłonność do czynienia dobra sobie i innym, wynika z potrzeb uczuciowych i z interesu społecznego.

### Voltaire a Polska
Stosunek Voltaire’a do rozbiorów Polski uznaje się za przejaw niekonsekwencji; Voltaire – uważany często za ofiarę despotyzmu i obrońcę wolności – w tym przypadku miał zachować się zgodnie z wyznawaną przez siebie i typową dla swoich czasów koncepcją absolutyzmu oświeconego. Polska miała opinię kraju fanatyków religijnych (zob. konfederacja barska i tumult toruński) i wyzyskującej chłopów okrutnej nieoświeconej szlachty; Voltaire uznał, że chłopom i mieszczanom tyranizowanym przez szlachtę na pewno nie będzie gorzej w granicach państw zaborczych niż w nietolerancyjnej Rzeczypospolitej.
Najlepsze możliwości realizacji większości swych wizji widział Voltaire w warunkach niedemokratycznego absolutyzmu, w którym wykształcony i mądry władca wymuszał na poddanych wprowadzenie nowych, lepszych zasad.
Szanse na wprowadzenie postulowanych przez siebie reform widział w reformujących się w duchu oświeceniowym monarchiach; Prusach Fryderyka II oraz Rosji Katarzyny II, którzy uznali go za swego doradcę, zarządzając jednak swoimi krajami w sposób znacznie odbiegający od oświeceniowych wzorców wolności. Voltaire ulegał ich zapewnieniom i propagandzie odnośnie do sytuacji w Polsce i sławił Katarzynę II, która wprowadziła do Rzeczypospolitej armię rosyjską w celu stłumienia konfederacji barskiej w 1768 roku:
„Armia ta zjawiła się jedynie w celu opieki nad dysydentami w razie, gdyby ich chciano gwałtem zniszczyć. Zdumiano się na widok armii rosyjskiej, bardziej pilnującej w środku Polski karności niż jej kiedykolwiek miały wojska polskie. Miast pustoszyć wzbogacała kraj: będąc tam dla opiekowania się tolerancją”. 18 listopada 1772
Na tej samej zasadzie Voltaire komplementował też Fryderyka II: „Mówią, Sire, że to Pan poddał pomysł rozbioru Polski – i ja tak sądzę, ponieważ znać w tym geniusz”.
Ustrój Rzeczypospolitej budził kontrowersje w czasach Voltaire’a. Przez krytyków był i jest uznawany za archaiczną oligarchię, która doprowadziła Polskę do kryzysu ekonomicznego i anarchii. W Polsce obowiązywały prawa pozbawiające innowierców wszelkich praw politycznych; również mieszczanie byli grupą dyskryminowaną. (W Polsce w latach 1768 i 1773 zniesiono wszystkie poprzednie ograniczenia wobec różnowierców, poza utrzymaniem jedynie zamknięcia przed nimi drogi do stanowisk ministerialnych, krzeseł senatorskich i wyższych urzędów państwowych). Takie państwo nie mogło liczyć na poparcie ówczesnych intelektualistów. Reformy w Polsce (Konstytucja 3 maja) przyszły zbyt późno, aby miały szansę na praktyczną realizację. 

## Najważniejsze dzieła
- 1718: Œdipe (Edyp),
- 1728: La Henriade (Henriada),
- 1730: Histoire de Charles XII (Historia Karola XII),
- 1730: Brutus,
- 1732: Zaïre,
- 1734: Lettres philosophiques (Listy filozoficzne),
- 1734: Adélaïde du Guesclin,
- 1736: Le fanatisme ou Mahomet (Fanatyzm, czyli Mahomet),
- 1736: Mondain (Światowiec),
- 1736: Epître sur Newton (Rozprawa o Newtonie),
- 1748: Zadig,
- 1752: Micromégas (Mikromegas),
- 1756: Poème sur le désastre de Lisbonne (Poemat o zagładzie Lizbony),
- 1759: Candide ou l’Optimisme (Kandyd, czyli optymizm),
- 1764: Dictionnaire philosophique (Słownik filozoficzny),
- 1767: Traité sur la tolérance (Traktat o tolerancji),
- 1767: L’Ingénu (Prostaczek).